# Chassagne-Montrachet
Chassagne-Montrachet település Franciaországban, Côte-d’Or megyében. Lakosainak száma 263 fő (2022. január 1.). Chassagne-Montrachet Puligny-Montrachet, Saint-Aubin, Santenay, Corpeau, Chagny és Remigny községekkel határos.

## Népesség
A település népességének változása:
| Lakosok száma | 504  | 454  | 431  | 396  | 321  | 312  | 305  | 300  | 288  | 263  |
|               | 1968 | 1982 | 1990 | 2006 | 2013 | 2015 | 2017 | 2019 | 2020 | 2022 |